# Alexander von Arnim
Karl Ernst Dietrich Alexander von Arnim, auch Carl Ernst Dietrich Alexander von Arnim (* 31. Januar 1813 in Herford; † 4. Dezember 1853 in Werther (Westf.)) war ein deutscher Verwaltungsbeamter.

## Leben
Alexander von Arnim, Sohn eines Notars und Landrats, besuchte das Gymnasium in Bielefeld und studierte anschließend an der Universität Bonn Rechts- und Kameralwissenschaften. 1833 wurde er Mitglied des Corps Guestphalia Bonn. Nach Abschluss des Studiums wurde er 1835 Auskultator beim Oberlandesgericht Paderborn. 1837 trat er als Regierungsreferendar in Minden in den preußischen Staatsdienst ein. Von 1844 bis 1852 war er Landrat des Landkreises Simmern, zunächst kommissarisch und ab 1846 ordentlich bestellt. Zum Ende seiner Amtszeit, in den frühen 1850er Jahren verfolgte er die Ausrottung der letzten Wölfe im Soonwald.
Im ersten Jahr nach seinem Ausscheiden aus dem Amt des Landrats wegen einer Brustkrankheit starb er in Werther in Westfalen. 1842 heiratete er Ida Johanne zur Hellen, mit der er sechs Kinder hatte.